# Piet Hoogendoorn
Pieter (Piet) Hoogendoorn (Boskoop, 3 september 1946 – Mijnsheerenland, 10 mei 2007) was een Nederlands politicus van de PvdA. Hij was onder meer acht jaar (1986-1994) wethouder van Rotterdam.

## Jeugd en studie
Hoogendoorn groeide op in Boskoop. Zijn vader was medewerker van de Economische Controle Dienst te Den Haag, zijn moeder huisvrouw. Hij was de oudste van vier kinderen, hij had drie jongere zusjes. Na zijn HBS-B diploma aan het Christelijk Lyceum te Gouda in 1965 ging hij Algemene Economie studeren aan de Erasmus Universiteit te Rotterdam. In 1981 studeerde hij af in ontwikkelingsprogrammering.

## Loopbaan

### Docent
Van september 1974 tot augustus 1975 en van augustus 1976 tot augustus 1986 was Hoogendoorn docent Economie I, Economie II en Handelswetenschappen aan de Christelijke Scholengemeenschap Zandvliet te Den Haag (vanaf 1976 tevens sectieleider). Van augustus 1975 tot augustus 1976 werkte hij aan de Willem de Zwijger Scholengemeenschap te Papendrecht.

### Deelgemeente Charlois
Van 1976 tot 1978 was Hoogendoorn lid van het dagelijks bestuur van de deelgemeente Charlois te Rotterdam.

### Gemeenteraad Rotterdam
Hoogendoorn was van 1978 tot 1994 - namens de PvdA - lid van de gemeenteraad van Rotterdam (de laatste acht jaar als wethouder in het toen nog monistische stelsel). Hij was lid van de commissie Haven en Economische zaken. In de periode 1982-1986 was hij vice fractievoorzitter.
Tijdgeest
Eind jaren zeventig, begin jaren tachtig was de stadsvernieuwing in Rotterdam een belangrijke kwestie. Veel vastgoed werd verkocht aan de gemeente en via de corporaties kregen bewoners steeds meer invloed.
Midden jaren tachtig waren er Abvakabo-stakingen in Rotterdam. Deze stakingen leverden druk op voor de Rotterdamse coalitie van PvdA (7 wethouders) en D66 (1 wethouder). Raadslid Hoogendoorn maakte, samen met collega's en partijgenoten Henderson (fractievoorzitter) en Van Middelkoop onconventionele afspraken met de bond die er (mede) voor zorgden dat de druk niet leidde tot het vallen van de coalitie.
Daarnaast was er een grote toename van 'uitkeringstrekkers' in Rotterdam, tegelijkertijd groeide de Rotterdamse haven fors. De (Rotterdamse) PvdA was destijds weinig economisch georiënteerd. Toenmalig wethouder Haven Den Dunnen dwong de partij zich economischer te richten en ook kennis te maken met het Rotterdamse bedrijfsleven. Op dat punt vonden Den Dunnen en Hoogendoorn elkaar goed.
In de jaren zestig, zeventig en tachtig had de PvdA merendeels de absolute meerderheid in de Rotterdamse gemeenteraad. Daardoor waren de colleges doorgaans 'rood'. Politiek kwam er (mede onder invloed van Nieuw Links – Van der Louw was burgemeester van Rotterdam van 1974 tot 1981) wel een nieuwe praktische bestuursstijl aan de orde.
Midden jaren tachtig ging het met de Rotterdamse PvdA niet goed. 'Wethouderwaardige' raadsleden vertrokken naar Den Haag. Dat kwam voornamelijk door de machtspolitiek van de PvdA dat een doel op zichzelf leek te worden. Een voorbeeld van het 'totalitarisme' van de Rotterdamse PvdA was een duimendik verkiezingsprogramma dat in feite al een collegeprogramma was. De leden op de lijst werd verzocht dit te ondertekenen en zich op die manier al vóór de verkiezingen te committeren aan de plannen voor de komende jaren.
Enkele prominente Rotterdamse PvdA'ers (waaronder Den Dunnen) ageerden tegen deze machtspolitiek en verwachtten andere opvattingen van hun partij. In die tijd bezocht Den Dunnen ook Hoogendoorn aan huis op de Frans Bekkerstraat en hij vond in Hoogendoorn een sympathisant ('Piet snapte dat').

### Wethouder Rotterdam

#### Eerste termijn
In 1986 werd Hoogendoorn wethouder in een college van PvdA, VVD en D66:
| Naam                           | Partij | Portefeuille                                        |
| ------------------------------ | ------ | --------------------------------------------------- |
| Bram Peper                     | PvdA   | Burgemeester                                        |
| Roel den Dunnen                | PvdA   | Haven en Economische Zaken                          |
| Pim Vermeulen                  | PvdA   | Stadsvernieuwing en Volkshuisvesting                |
| Joop Linthorst                 | PvdA   | Financiën, Ruimtelijke Ordening en Kunst & Cultuur  |
| Jan Laan                       | PvdA   | Verkeer & Vervoer                                   |
| Hans Simons                    | PvdA   | Onderwijs en Minderheden                            |
| Piet Hoogendoorn               | PvdA   | Nuts-/Multibedrijven, Bestuursdienst en Burgerzaken |
| Johan Henderson                | PvdA   | Sociale zaken, Drugsbeleid en Prostitutie           |
| Nel van der Pol-van der Dorpel | VVD    | Wijkaangelegenheden, Deelgemeenten en Welzijn       |
| Ries Jansen (tot 1988)         | D66    | Sport & Recreatie, Milieu, Beheer en Monumenten     |
| George Müller (va 1988)        | D66    | Sport & Recreatie, Milieu, Beheer en Monumenten     |

Het college werd gesmeed in coalitieverband. Door een compromis kwamen er maar liefst negen wethouders.
Tijdsgeest
In deze jaren kwamen privatiseringen van energie-, water- en afvalverwerkingsbedrijf op gang. Hoogendoorn was hier als wethouder Bedrijven eerst verantwoordelijke voor. Het energiebedrijf zat met enorme tekorten. De afvalverwerking (AVR) en de rookgasreiniging aan de Brielselaan zaten eind jaren tachtig aan de rand van de afgrond. Hoogendoorn was bij de AVR qq president-commissaris. Hij verdiepte zich zelfs in de techniek van die afvalverwerking en -reiniging om de afweging te kunnen maken of het economisch rendabel zou zijn om die bedrijven te redden door bijvoorbeeld de belasting voor de Rotterdamse burger te verhogen.

#### Tweede termijn
De tweede termijn voor Hoogendoorn begon in 1990 in een coalitie van PvdA, CDA en D66:
| Naam                                 | Partij | Portefeuille                                                          |
| ------------------------------------ | ------ | --------------------------------------------------------------------- |
| Bram Peper                           | PvdA   | Burgemeester                                                          |
| Pim Vermeulen                        | PvdA   | Stadsvernieuwing en Volkshuisvesting                                  |
| Joop Linthorst                       | PvdA   | Financiën, Ruimtelijke Ordening, Kunst & Cultuur en Economische Zaken |
| Piet Hoogendoorn                     | PvdA   | Nuts-/Multibedrijven, Bestuursdienst en Burgerzaken                   |
| Johan Henderson                      | PvdA   | Sociale zaken, Drugsbeleid en Prostitutie                             |
| Edit Hallensleben                    | PvdA   | Onderwijs, Emancipatie en Culturele Minderheden                       |
| Yvonne de Rijk                       | PvdA   | Financiën, Kunstzaken Minderheden en Emancipatie                      |
| René Smit                            | CDA    | Haven, P&O                                                            |
| Jan van der Schalk                   | CDA    | Volksgezondheid, Welzijn en Sport & Recreatie                         |
| Ankie Verbeek-Ohr (tot 1992)         | VVD    | Milieu, Buitenruimte en Verkeer & Vervoer                             |
| Herman van der Muijsenberg (va 1992) | VVD    | Milieu, Buitenruimte en Verkeer & Vervoer                             |

Tijdsgeest
De fusie van de gemeentelijke energiebedrijven van Rotterdam, Den Haag en Dordrecht tot ENECO werd afgerond onder (Rotterdamse) verantwoordelijkheid van Hoogendoorn.
In september 1991 kwam het college van burgemeester en wethouders onder de titel “De laatste ronde” met een groot aantal voorstellen ter uitwerking van de deelgemeente-besluitvorming van april 1990.  In 1994 werden de laatste twee deelgemeenten (Delfshaven en Feijenoord) ingesteld en werden op het vlak van de dagelijkse woon- en leefomgeving bevoegdheden en budgetten op het gebied van het beheer van de buitenruimte en sport en recreatie gedecentraliseerd.
Bij de gemeenteraadsverkiezingen van 1994 trok Hoogendoorn zich als kandidaat-wethouder terug toen Simons en Kombrink vanuit Den Haag aankondigden voor Rotterdam kandidaat te zijn. 'Hij heeft te kort de tijd gehad om zijn dromen te verwezenlijken' (Fred Schotting).

### Directeur projektbureau Warmte/Kracht (PW/K)
Na zijn wethouderstijd werkte Hoogendoorn tot 1998 als directeur en senior consultant bij het projektbureau Warmte/Kracht (PW/K) te Driebergen. Dit projektbureau werd opgezet door het ministerie van Economische Zaken. Het projektbureau had tot taak om warmte/kracht projecten in glastuinbouw, industrie en gebouwde omgeving te initiëren.
Hij was daarnaast in nevenfuncties lid van de raad van commissarissen van het waterbedrijf Europoort, adviseur voor de directie en raad van commissarissen van het elektriciteitsbedrijf Zuid-Holland en lid van het bestuur van de vereniging van exploitanten van waterleidingbedrijven in Nederland (VEWIN).

### Directeur waterbedrijf Europoort
Van 1998 tot 2002 was Hoogendoorn directeur van het waterbedrijf Europoort, waar hij eerder (deels qq) commissaris van was geweest. Een vertrouwensbreuk tussen Hoogendoorn en de raad van commissarissen van het waterbedrijf (in 2002) betekent het einde van zijn werkzame leven.

## Karakterschets
Piet Hoogendoorn wordt door de mensen die hem in zijn werkzame leven gekend hebben gekenschetst als een principieel, maar ook zeer passioneel en bevlogen politicus en bestuurder. Een 'jongen van Zuid' die met zijn poten in de modder bleef staan, niets met 'het pluche' had en vooral inhoudelijk zocht naar de beste oplossingen voor de Rotterdamse samenleving. Zo kon het gebeuren dat hij als enige Nederlandse bestuurder openlijk het conflict zocht met toenmalig minister van milieu Hans Alders toen deze het scheiden van afval ging promoten. Hoogendoorn had namelijk uitgezocht dat scheiden van gft-afval geen zin had, omdat uiteindelijk toch alles weer bij elkaar gegooid werd en de kosten te hoog waren. Het Rotterdamse college ging achter haar wethouder staan en daardoor werd in Rotterdam gft-afval niet gescheiden.
Hij is ook altijd een schoolmeester gebleven, zo schreef hij flip-overvellen vol op zijn kamer om raadsleden en medewerkers uit te leggen hoe het in elkaar stak. Tijdens vergaderingen van het college scheen hij veel tijd te vragen om zijn standpunten uitgebreid te beargumenteren en er over te delibereren. Als het moest kon dat ook doorzakkend tot diep in de nacht. Hij was een echte bestuurder omdat hij wist dat hij knopen moest doorhakken en dan ook voor die beslissingen de verantwoordelijkheid te nemen had. Zo legde hij, staand op een afvalberg, de medewerkers van de AVR uit waarom het bedrijf moest worden verzelfstandigd.
'Piet was een vreemde mengeling van een zakelijke econoom en een bevlogen socialist' (Roel den Dunnen). 'Hij was een 'aardige calvinist' (Johan Henderson). Hij koos wel voor de zakelijkheid en was eigenwijs, maar hij ging niet helemaal tot het gaatje en zocht niet snel het conflict. Uiteindelijk was hij bereid om zich neer te leggen bij een meerderheid en/of een voldongen feit. 'Piet was een persoon van de inhoud, niet van de retoriek, maar hij kon het politieke spel wel heel goed spelen' (Pim Vermeulen). 'Piet was praktisch georiënteerd en ideologisch bevlogen' (Els Kuijper).

### Anekdotes
In 1986 kwam de prachtige wethouderskamer aan de voorgevel van het Rotterdamse Stadhuis vrij. Er werd een munt voor opgegooid en zo 'won' Hoogendoorn die kamer. 'Hij heeft wel acht jaar op de tocht gezeten' (Johan Henderson).
Bij de eerste ontmoeting met Carla Koornstra (zijn voormalig secretaresse), een half uur voor zijn installatie, groette zij hem met ‘meneer Hoogendoorn’, waarop hij moest lachen en zei dat zelfs zijn jongste dochter hem Piet noemde.
Voor een fotoshoot bij een artikel over de discussie met Frankrijk over vervuiling van het Maas-drinkwater op 1 april 1993, werd Hoogendoorn aan de oever van de Maas gefotografeerd. Bij het steeds een stukje verder achteruitstappen viel hij in de Maas. Zijn volgende afspraak was in Rozenburg en daar geloofden ze niet dat het verhaal echt waar was dat de wethouder later zou zijn omdat hij droge kleren moest aantrekken vanwege een val in de Maas (omdat het 1 april was).
Ten tijde van het plan om al het geüniformeerde personeel in dienst te nemen bij de dienst gemeentelijke gebouwen (waar Hoogendoorn vakwethouder van was) kreeg Hoogendoorn de ruimte om als vakwethouder het voorstel van 'zijn directeur' als enige in het College te steunen. Hoogendoorn koos er echter direct voor om ook tegen te stemmen toen hij van de kamerbewaarders de argumenten hoorde waarom zij dat een slecht idee vonden.

## Persoonlijk
Hoogendoorn was vanaf 1972 gehuwd met Marie (Marijke) Misset. Ze kregen tussen 1976 en 1983 een zoon (Jeroen) en twee dochters (Marit en Lianne).
In de nacht van 10 mei 2007 overleed Hoogendoorn thuis, in het bijzijn van zijn vrouw en kinderen, na een ziekbed van enkele weken, aan de gevolgen van kanker.

## Onderscheidingen
- Wolfert van Borselenpenning
- Officier in de Orde van Oranje Nassau

## Divers
Bij het afscheid van collega Roel den Dunnen in 1990 publiceerde Den Dunnen gedichtjes waarin hij zo'n 120 mensen beschreef met wie hij in Rotterdam samengewerkt had. Het gedicht gewijd aan Piet Hoogendoorn gaat als volgt:
langzaam maar
logisch denken
terwijl hij spreekt
de haren uit zijn baard
draaiend als
de problemen nog niet
geordend zijn
wel eens vergetend dat er
geen geduldige klas naar
zijn goeroe zit te luisteren
met veel plezier
grondig
de bedrijven beherend
met evenveel plezier
de emancipatie
ter hand nemend
godsvrucht vertaald naar
socialisme
als enige
zuid vertegenwoordigend
kan
gelukkig
vaak
lachen